# Kevin Greene
Kevin Darwin Greene (Schenectady, 31 luglio 1962 – 21 dicembre 2020) è stato un giocatore di football americano e allenatore di football americano statunitense che ha militato nel ruolo di linebacker per quindici stagioni nella National Football League (NFL). È al terzo posto nella classifica di tutti i tempi con 160 sack in carriera. Dal 2009 al 2013 è stato allenatore dei linebacker dei Green Bay Packers e nel 2016 è stato inserito nella Pro Football Hall of Fame.

## Carriera professionistica

### Los Angeles Rams
Green fu scelto nel quinto giro del Draft NFL 1985 dai Rams con cui rimase fino alla stagione 1992. Nel 1988, Greene guidò la squadra con 16½ sack, il secondo risultato della lega dietro Reggie White. Quella cifra 4,5 sack su Joe Montana dei San Francisco 49ers in una partita nel finale di stagione che i Rams dovevano vincere, come in effetti fecero, per qualificarsi per i playoff.
La stagione successiva Greene fu inserito nella formazione ideale della stagione All-Pro e fu convocato per il suo primo Pro Bowl dopo aver terminato con altri 16,5 sack (4º nella NFL). Nel 1988 e 1989 Greene guadagnò 225.000 dollari a stagione e nel 1990 desiderò un contratto pluriennale da un milione di dollari a stagione. Dopo uno sciopero di 39 giorni, Greene firmò un contratto triennale del valore di 2,5 milioni di dollari coi Rams. I suoi 13 sack (al sesto posto della NFL) nel 1990 lo portarono a un totale di 46 sack negli ultimi tre anni, più di qualsiasi altro giocatore. Nel 1991 i Rams cambiarono coordinatore difensivo. Jeff Fisher fece passare i Rams a una difesa di tipo 4-3 dopo che la franchigia aveva sempre giocato con uno schema 3-4 a partire dal 1983. Greene fu spostato dal ruolo di outside linebacker a quello di defensive end. A causa degli infortuni subiti terminò quella stagione con soli 3 sack, la sua cifra più bassa dalla sua stagione da rookie. Nel 1992 i Rams assunsero Chuck Knox come capo-allenatore che conservò lo schema 4-3, con Greene che giocò come outside linebacker sinistro. Quell'annata terminò con 10 sack.

### Pittsburgh Steelers
Nel 1993 Greene firmò un contratto triennale del valore di 5,35 milioni di dollari con i Pittsburgh Steelers. Egli disputò una solida stagione con 12,5 sack, al settimo posto della lega. La stagione successiva, Greene fu unanimemente votato come All-Pro, guidando la NFL con 14 sack e venendo nuovamente convocato per il Pro Bowl. Nel 1995 fu convocato per il suo terzo Pro Bowl, quando terminò con 9 sack e giocò nel Super Bowl XXX, perso contro i Dallas Cowboys.

### Carolina Panthers
Il 21 maggio 1996, Greene firmò coi Carolina Panthers un contratto biennale da due milioni di dollari. La franchigia aveva debuttato nella lega solo l'anno precedente e Greene contribuì al raggiungimento della finale della NFC dove la squadra perse coi futuri vincitori del Super Bowl XXXI, i Green Bay Packers. Nel 1996 Kevin fu votato come miglior linebacker della NFC e come difensore dell'anno dalla NEA, oltre che come linebacker dell'anno dall'associazione NFL Alumni. Quell'anno, Greene stabilì un record NFL con 2 partite consecutive con 5 sack e terminò guidando la lega in sack per la seconda volta in carriera, con 14,5. Fu inserito ancora nella formazione All-Pro e convocato per il suo quarto Pro Bowl.

### San Francisco 49ers
Dopo una stagione coi Panthers e una disputa con la dirigenza sulla sua carriera nel wrestling, Greene passò ai San Francisco 49ers con cui firmò un contratto di 6 anni del valore di 13 milioni di dollari il 25 settembre 1997. Coi 49ers Greene mise a segno 10,5 e superò il record di Lawrence Taylor per il maggior numero di sack da parte di un linebacker.

### Ritorno ai Panthers
Dopo un altro sciopero coi 49ers Greene rifirmò con i Panthers il 28 febbraio 1998. Quell'anno fu nuovamente nominato miglior linebacker dell'anno della NFC dalla National Football League Players Association (NFLPA) e fu convocato per il suo quinto e ultimo Pro Bowl in carriera. Greene si classificò al terzo posto nella NFL per numero di sack, dopo Michael Sinclair (16½ sack), Reggie White (16 sack) e alla pari con Michael Strahan con 15 sack.
Greene si ritirò dopo aver messo a segno 12 sack (settimo nella NFL) nel 1999; egli chiuse al terzo posto nella storia con 160 sack, dietro solamente a Bruce Smith e Reggie White, il primo linebacker della classifica, davanti a giocatori del calibro di Lawrence Taylor, Derrick Thomas, Rickey Jackson e Andre Tippett; Greene è solamente uno dei quattro giocatori ad aver guidato la NFL in sack per più di una stagione ('94 con gli Steelers e '96 coi Panthers). Inoltre è alla pari al secondo posto di tutti i tempi con 3 safety e terzo di tutti i tempi con 26 fumble recuperati (ritornati per 136 yard e 2 touchdown). È uno dei soli tre giocatori ad aver messo a segno almeno 10 sack in dieci diverse stagioni.
Greene giocò 228 gare in 15 anni di carriera. Per 10 volte entrò nella top ten stagionale dei sack. In 11 stagioni su 15 guidò la sua squadra in sack. È arrivato sei volte in finale di conference ed è considerato uno dei migliori pass rusher di tutti i tempi.

## Palmarès

### Giocatore

#### Franchigia
- American Football Conference Championship: 1

Pittsburgh Steelers: 1994

#### Individuale
- Convocazioni al Pro Bowl: 5

1989, 1994, 1995, 1996, 1998
- First-Team All-Pro: 3

1989, 1994, 1996
- NEA Difensore dell'Anno della NFL: 1

1996
- UPI Difensore dell'Anno della NFC: 1

1996
- NFLPA Linebacker dell'anno della AFC: 1

1994
- NFLPA Linebacker dell'anno della NFC: 2

1996, 1998
- Club dei 100 sack
- Leader della NFL in sack: 2

1994, 1996
- Record di sack per un linebacker (160)
- Formazione ideale della NFL degli anni 1990
- Pro Football Hall of Fame (Classe del 2016)

### Allenatore
- Super Bowl : 1

Green Bay Packers:XLV (come allenatore dei linebacker)
- National Football Conference Championship: 1

Green Bay Packers: 2011 (come allenatore dei linebacker)